# 増田有華
増田 有華（ますだ ゆか、1991年〈平成3年〉8月3日 - ）は、日本の女優、歌手、タレント。女性アイドルグループAKB48の第2期生として2013年まで活動。AKB48の派生ユニットであるDiVAメンバーとしても2011年から2013年まで活動した。
大阪府大阪市出身。フレイヴ エンターテインメント所属。

## 略歴
幼少時より歌手を志し、小学生のころからヴォーカルレッスンを受け始める。NHK衛星第2テレビの音楽番組『BSジュニアのど自慢』でグランプリを獲得した他、地元のカラオケ大会の賞を独占するなど、賞荒らしのようなことをしていた。
2006年2月26日、『第二期AKB48追加メンバーオーディション』に合格し、単身で上京。
同年4月1日よりチームKのメンバーとしてAKB48の公演に出演。
2008年9月3日、江頭美智留主宰の劇団・クロックガールズ旗揚げ公演『結婚の条件』で舞台初出演。
2009年6月から7月にかけて実施された『AKB48 13thシングル 選抜総選挙』では25位で、アンダーガールズ入りを果たす。
同年8月23日に開催された『読売新聞創刊135周年記念コンサート AKB104選抜メンバー組閣祭り』の夜公演にて、同年10月よりチームBに異動することが発表された（実際に異動したのは2010年5月21日）。
2010年4月28日、テレビアニメ『一騎当千 XTREME XECUTOR』のオープニング・テーマ「Stargazer」でメディアファクトリーからソロCDデビューを果たす。この楽曲は秋元康のプロデュース・作詞ではない。なお、AKB48メンバーのソロCDデビューは、2008年10月の大堀恵以来2人目。
同年5月から6月にかけて実施された『AKB48 17thシングル 選抜総選挙』では2年連続25位で、アンダーガールズ入りを果たす。
同年7月31日公開の映画『ひとりかくれんぼ 新劇場版』で映画初主演。
2011年2月27日の研究生公演終了時にゲストとして出演し、秋元才加・梅田彩佳・宮澤佐江と4人で、新ユニット「DiVA」を結成、4月27日にデビューシングル「月の裏側」を発売することを発表。その後、東日本大震災の影響で、発売日は5月18日に延期。
同年5月25日発売のシングル「Everyday、カチューシャ」で約4年ぶりに選抜入りを果たす。
同年5月から6月にかけて実施された『AKB48 22ndシングル 選抜総選挙』では20位で、シングル選抜入りを果たす。総選挙2回連続で選抜入りを逃してからの選抜入りはメンバー初となった。
2012年4月12日放送のNHK Eテレの討論番組『青春リアル』（第10期生としてレギュラー出演）において番組視聴者と一緒に歌詞を作ることを宣言。曲名は、「努力の歌」で自分自身、番組視聴者と一緒に努力することの意味について考えたいことが作詞の動機。作曲は、山根万理奈が担当。同年8月30日の放送で完成した曲が披露された。増田はこの曲のボーカルを担当、山根はアコースティックギターを弾きながら曲の一部を歌った。
同年5月から6月にかけて実施された『AKB48 27thシングル 選抜総選挙』では26位で、アンダーガールズ入りを果たした。
同年7月2日、4月から行われていた、宮本亜門プロデュースのミュージカル『ウィズ〜オズの魔法使い〜』の「AKB48プロジェクト全国オーディション」において、AKB48および姉妹グループの186人の参加者の中から主役のドロシー役に選ばれる。これに伴い、ミュージカルの稽古に集中したいという理由で、8月24日から26日に開催される『AKB48 in TOKYO DOME 〜1830mの夢〜』への出演と、9月18日に開催される『AKB48 29thシングル選抜じゃんけん大会』の本戦への参加を辞退することを発表した。
同年8月24日、自身が出演を辞退した『AKB48 in TOKYO DOME 〜1830mの夢〜』の初日公演において、チームKへ異動することが発表された。なお、8月26日に開催された最終日公演には途中から出演した。
同年11月28日、AKB48の活動を辞退することを発表し、12月17日の『AKB48 紅白対抗歌合戦』をもってAKB48としての活動を終了した。
2013年1月7日、DiVAとしての活動も辞退することを発表した。
同年4月5日、自身初の冠番組『MASUDAやで!』がTOKYO MXで放送開始。
同年7月放送のドラマ『リミット』（テレビ東京）で自身初となる地上波連続ドラマへのレギュラー出演。
2014年8月13日、2014年内でのDiVAの解散発表に伴い、ラストシングルからラストライブまでDiVAに復帰することが発表された。
2017年2月12日、大阪オリックス劇場で行われた、KREVAの全国ツアー「KREVA CONCERT TOUR 2017『TOTAL 908』」大阪公演にて、4月26日にソロデビューすることが発表された。
同年12月21日、ファーストイメージBlu-ray&DVD「Memoirs」をリリース。発売前である12月8日付のAmazon アイドルDVDカテゴリ売れ筋ランキング・女性アイドル部門で1位を獲得。連日TOP3圏内をキープしていた。
2019年、競艇の2019年度ニッカン・コム杯イメージガールに選出。
2021年6月24日配信のNetflixオリジナルドラマ『全裸監督シーズン2』にAV女優役で出演。自身初のトップレスヌードを披露した。
2023年10月20日公開の映画『Love song』で主演を務めた。自身二度目となる濡れ場シーンではフルヌードを披露している。また、劇中歌でもあるテーマソング『My love...』が10月13日にデジタルリリースを開始した。

## 人物
- 主な愛称は河西智美が名付けた「ゆったん」[30]、キャッチフレーズにもある「たこ焼き」だが、楽屋裏では佐藤夏希・篠田麻里子など一部のメンバーから、巨乳ということにちなんで「ゆっぱい」[注 1]と呼ばれている[31]ことを『AKB48のオールナイトニッポン』で佐藤亜美菜に暴露された[32]。放送終了直後からブログには「ゆっぱい」に関するコメントが殺到し（本人曰く「一気に1,000件越え」した）[33]、他のメンバーからも「ゆっぱい」と呼ばれるようになった[34]。
- 一人っ子[35]。
- 2歳のころに小児がんを患い、14か所もの転移が見られたが奇跡的に回復、現在は完治した[36]。
- 歌唱力と並び運動能力が高く、バスケットボール好きで[37]、中学校時代に大阪市の代表に選抜されたことがある[38]。
- 機械類の操作、特にパソコンが苦手でiPadを所有したにもかかわらず半年間ほとんど使いこなせなかったほど[39]。
- 本人曰く、顔が「いろんな人に似てるって言われる」。最も似ていると言われるのは志田未来と連続テレビ小説『てっぱん』の主役を演じた瀧本美織[40]。
- デビュー前は『melon』モデルの滝口ミラ（HOP CLUB、元アイドリング!!!5号）のファンだった。滝口とは主演映画『ひとりかくれんぼ 新劇場版』で初共演した[41]。
- 前記の江頭美智留とは公私ともに交流があり、親子のような関係となっている[42]。
- 歌手のMARiAは高校時代からの親友であり、互いのブログやTwitterでも度々登場している[43]。
- 漫画家の小林よしのりが嫌とツイートしたことがある[44]。その後、誤解を与えたと謝罪した[45]。
- 『全裸監督 シーズン2』にて演じたAV女優役として性行為シーンや、ヌードになることに関しては「好きな全裸監督で脱げることは本望」だとして、抵抗は無かったと話している。また、性行為シーンで共演した桜田通は高校時代の同級生だったため、「ホック外す時に髪をちょっと浮かせるように私がするから」など、細かい希望を伝えることが出来たという逸話を明かしている[46]。

### AKB48
- 仲の良いメンバーとして佐藤夏希、宮崎美穂、松井珠理奈らを挙げている[37]。
- 仲川遥香・前田敦子は高校時代の同級生である[47]。
- AKB48の楽曲で最も好きなのは「夕陽を見ているか?」[37]。
- AKB48在籍時、一人暮らしをしていた自宅内の写真が勝手に撮影され、自身の携帯電話や他AKB48メンバーのメールアドレス宛に送りつけられるなどのストーカー被害に遭っていたことを、脱退後に告白している[48]。

## 評価
- 歌唱力への評価は高く、AKB48のメンバーで「歌唱力No.1」と評されていた[49]。また、ソロCDデビュー曲のタイアップ先のアニメ『一騎当千』のオーディションでは審査員に満場一致で選ばれ、各レーベルで争奪戦となった。過去にメンバーを対象として実施された「歌がうまいメンバーは誰?」というアンケートでも、2位の高橋みなみに圧倒的な差をつけて1位に選ばれている。2010年10月10日に実施された『Visit Zooキャンペーン応援プロジェクト AKB48 東京秋祭り supported by NTTぷらら』の「ぐだぐだカラオケ大会」では「みんな空の下」（絢香）を熱唱し、優勝している[注 2]。チームBの公式フォトブックでも、増田以外のメンバー15人が「歌王」に投票した[注 3]。グループ外においても宮本亜門[10]、森公美子[50]、陣内孝則[50]ら出演舞台関係者の多くから歌唱力について好評価を受けている。
- 南海キャンディーズ・山里亮太は増田のトークスキルを「すべての話にオチが付いているし、回しも完璧。メインMCがいるときは一通り仕切らせて、足りないところを補足し、かつ突っ込むという完璧なプレイヤー」と評した。しかし、「自分自身をジェロニモにまで過小評価している」「自分への過小評価というギプスを脱ぎ捨てるとき」だとも述べた[51]。また、山里は渡辺麻友のファンであることを公言していたが、ここで増田が「2推し（2番目に好きなメンバー）」であることも明かした。なお、増田自身は山里を「偉大だ」と言っている[52]。
- グループ在籍時から多くの舞台やドラマ・映画へ出演している。滑舌や立ち姿勢の悪さなどの短所も演技経験を重ねる中で克服し、着実に演技力を高めた。培った演技力に加え高い歌唱力も生かし、グループ脱退後はミュージカル・音楽劇への出演も多い。
- メンバーを始め周囲にも実力を認められていたが、「僕の太陽」から「桜の木になろう」までは約4年間シングル表題曲への選抜メンバー入りが途絶えていた。また、シングル選抜総選挙では2009年・2010年と2年連続25位でアンダーガールズに留まった。その後、2010年後半からメディアへの露出が多くなり、2011年には派生ユニットDiVAの結成を経て同年3月末には初のソログラビア、「Everyday, カチューシャ」での選抜復帰と続き、第3回選抜総選挙では20位と躍進した。同年8月にはミュージカル『中野ブロンディーズ』の主役として出演することが発表された。

## AKB48在籍時の参加楽曲

### シングル選抜楽曲
- 制服が邪魔をする
  - Virgin love - 「Team K」名義
- 軽蔑していた愛情
- BINGO!
- 「僕の太陽」に収録
  - 未来の果実
- 「夕陽を見ているか?」に収録
  - ビバ！ハリケーン - 「ひまわり組」名義
  - 夕陽を見ているか?（ひまわり2.1Mix）
- 「ロマンス、イラネ」に収録
  - 愛の毛布 - 「ひまわり組」名義
  - ロマンス、イラネ（ひまわり 2nd 2.0 Mix）
- 「Baby! Baby! Baby!」に収録
  - 夢を死なせるわけにいかない
- 「大声ダイヤモンド」に収録
  - 大声ダイヤモンド（team K ver.）
- 「言い訳Maybe」に収録
  - 飛べないアゲハチョウ - 「アンダーガールズ」名義
- 「RIVER」に収録
  - ひこうき雲 - 「シアターガールズ」名義
- 「ポニーテールとシュシュ」に収録
  - 僕のYELL - 「シアターガールズ」名義
- 「ヘビーローテーション」に収録
  - 涙のシーソーゲーム - 「アンダーガールズ」名義
- 「Beginner」に収録
  - 泣ける場所 - 「DIVA」名義
- 「チャンスの順番」に収録
  - ラブ・ジャンプ - 「team B」名義
- 「桜の木になろう」に収録
  - エリアK - 「DIVA」名義
- Everyday、カチューシャ
- フライングゲット
- 「風は吹いている」に収録
  - ゴンドラリフト - 「アンダーガールズ ゆり組」名義
- 「上からマリコ」に収録
  - 呼び捨てファンタジー - 「チームB」名義
- 「GIVE ME FIVE!」に収録
  - 羊飼いの旅 - 「スペシャルガールズB」名義
- 「真夏のSounds good !」に収録
  - 3つの涙 - 「スペシャルガールズ」名義
- 「ギンガムチェック」に収録
  - なんてボヘミアン - 「アンダーガールズ」名義
- 「UZA」に収録
  - スクラップ&ビルド - 「チームK」名義
- 「永遠プレッシャー」に収録
  - 私たちのReason
- 「ラブラドール・レトリバー」に収録
  - 今日までのメロディー

SKE48名義
- 「チキンLINE」に収録
  - 旅の途中 - 「宮澤佐江と仲間たち」名義

### アルバムCD選抜楽曲
- 『神曲たち』に収録
  - 君と虹と太陽と
- 『SET LIST〜グレイテストソングス〜完全盤』に収録
  - あなたがいてくれたから
- 『ここにいたこと』に収録
  - 恋愛サーカス - 「チームB」名義
  - 人魚のバカンス
  - ここにいたこと
- 『1830m』に収録
  - ノーカン - 「チームB」名義
  - 青空よ 寂しくないか?
- 『次の足跡』に収録
  - 強さと弱さの間で

### 劇場公演ユニット曲
チームK 1st Stage「PARTYが始まるよ」公演
- クラスメイト

チームK 2nd Stage「青春ガールズ」公演
- Blue rose
- ふしだらな夏
- 禁じられた2人

チームK 3rd Stage「脳内パラダイス」公演
- MARIA
- 泣きながら微笑んで
※大島優子のソロユニット曲アンダー

ひまわり組 1st Stage「僕の太陽」公演
- ヒグラシノコイ

ひまわり組 2nd Stage「夢を死なせるわけにいかない」公演
- 記憶のジレンマ

チームK 4th Stage「最終ベルが鳴る」公演
- ごめんねジュエル
- リターンマッチ

チームK 5th Stage「逆上がり」公演
- 愛の色
- エンドロール
- 虫のバラード
※秋元才加のソロユニット曲アンダー

THEATRE G-ROSSO 「夢を死なせるわけにいかない」公演
- 記憶のジレンマ
※小原春香・松井咲子のスタンバイ

チームB 5th Stage「シアターの女神」公演
- キャンディー
- 初恋よ こんにちは
※奥真奈美のユニット曲アンダー
- 夜風の仕業
※柏木由紀のソロユニット曲アンダー

大島チームK ウェイティング公演
- 向日葵（ひまわり組 1st Stage「僕の太陽」公演、秋元才加のポジション）

## 受賞歴
- 2003年、全日本ボーカリストランキング決定オーディションVOL2 グランプリ受賞
- 2004年5月3日、ORC200第8回ヴォーカルクイーンコンテスト 特別賞
- 2005年12月11日、南港アーチストフェスタ ダンス&ボーカルフェスタプレビュー決勝大会 オズ賞

## 作品
AKB48在籍時の作品についてはAKB48の関連作品を参照。

### シングル
| リリース日                   | タイトル                     | 最高 週間 順位               | 形式                         | 規格品番                     |
| メディアファクトリーレーベル | メディアファクトリーレーベル | メディアファクトリーレーベル | メディアファクトリーレーベル | メディアファクトリーレーベル |
| ---------------------------- | ---------------------------- | ---------------------------- | ---------------------------- | ---------------------------- |
| 2010年4月28日                | Stargazer                    | 52位                         | 通常盤                       | ZMCZ-5537                    |
| avex traxレーベル            |                              |                              |                              |                              |
| 2017年4月26日                | 愛してたの                   | 24位                         | 通常版                       | AVCD-83832/B                 |

### 映像作品
- 恋人は透明人間（2009年10月23日、エースデュースエンタテインメント）
- 読めそうで読めない間違いやすい漢字 第1弾「教養篇」・第2弾「トリビア篇」 （2010年10月6日、リバプール） - ナレーション[53]
- Memoirs（2017年12月21日、イーネット・フロンティア）

### 参加作品
- KREVA「嘘と煩悩」 - 「Sanzan feat. 増田有華」にフィーチャリングゲストとして参加
- CR花の慶次 10周年記念アルバム（2017年12月20日、ポニーキャニオン） - 「よっしゃあ漢唄」
- デジタルアルバム「P花の慶次～蓮」（2020年2月26日） - 「晴れやかにゆけ」

## 出演

### テレビドラマ
- あり得ない! 第9話（2010年3月10日、毎日放送） - 金谷まりえ 役
- マジすか学園 最終話（2010年3月26日、テレビ東京） - 馬路須加女学園生徒 役
- 野田ともうします。シリーズ - 富沢 役
  - 野田ともうします。（2010年6月5日 - 19日・2010年10月29日 - 2011年3月11日、NHKワンセグ2・NHK教育）
  - 野田ともうします。シーズン2（2011年10月6日 - 2012年3月24日、NHKワンセグ2・NHK Eテレ）
  - 野田ともうします。シーズン3（2012年10月1日 - 2013年2月18日、NHKワンセグ2・NHK Eテレ）
- マジすか学園2 最終話（2011年7月1日、テレビ東京） - ユカ 役
- 高梨さん 第6話（2013年5月6日、NHKワンセグ2・NHK Eテレ） - 幸子 役
- リミット（2013年7月12日 - 9月27日、テレビ東京） - 薄井千影 役[23]
- リベンジ シーズン1（2013年10月15日 - 2014年4月2日、日本テレビ） - ナビゲーター
- イタズラなKiss2〜Love In Okinawa（2014年9月12日・11月24日、フジテレビ） - 堀内麻里 役
- 理系の人々（2014年10月27日 - 2015年8月、ひかりTV） - 白鳥紘子 役
- アイアングランマ 第3話（2015年1月24日、NHK BSプレミアム）
- 警視庁ゼロ係〜生活安全課なんでも相談室〜 第3話（2017年8月4日、テレビ東京） - 坂巻奈々 役[54]
- ハケンのキャバ嬢・彩華（2017年10月16日 - 12月18日、朝日放送[注 4]） - ユリ 役
- 癒されたい男 第9話（2019年6月5日、テレビ東京） - 辛口エス美 役[55]
- Re:フォロワー 第2話（2019年10月13日、テレビ朝日） - 高橋理沙 役[56]
- 先生のおとりよせ（2022年4月9日 - 6月25日、テレビ東京） - 稲本 役
- 弁護士ソドム 第6話（2023年6月9日、テレビ東京） - 世良紗理奈 役[57]
- ●●ちゃん 第1章「セックスちゃん」（2023年8月21日 - 9月18日 、朝日放送テレビ） - 主演・史恵 役[58]

### 映画
- 鷲宮☆物語（2010年3月22日公開、鷲宮町（現・久喜市）商工会） - 鷲尾桜子 役
- ひとりかくれんぼ 新劇場版（2010年7月31日、ジョリー・ロジャー） - 主演・河西栞 役[59]
- 高校デビュー（2011年4月1日、アスミック・エースエンタテインメント） - 松阪麗央奈 役
- ウルトラマンサーガ（2012年3月24日、松竹） - ノンコ 役[60]
- 劇場版 呪報2405 ワタシが死ぬ理由（2013年12月21日、日本出版販売） - 主演・北川玲花 役[61]
- ヒロイン失格（2015年9月19日、ワーナー・ブラザース映画）
- 過激派オペラ（2016年10月1日、日本出版販売） - ミツキ 役[62]
- マイナビpresents TOKYO CITY GIRL -2016-「ひらり、いま」（2016年12月3日、スタンドイン） - 主演[63]
- 女流闘牌伝 aki -アキ-（2017年6月3日、AMGエンタテインメント） - 面影ひまわり 役[64]
- 瞬間の流レ星（2018年6月29日、源田企画） - 主演・中谷香澄 役
- 初恋スケッチ 〜まいっちんぐマチコ先生〜（2018年9月8日） - 成城ヒロミ 役[65]
- Love song（2023年10月20日） - 主演・花 役[66]

### WEBドラマ
- ハケンのキャバ嬢・彩華（2017年10月9日 - 12月11日、AbemaTV[注 4]） - ユリ 役
- ギャンブル依存性問題を考える会Twitterドラマ（公式Twitter）
  - 前略 ハルカ様（2021年3月15日 - 26日）[67]
  - 第3弾「嘘つきは○○のはじまり」（2022年3月7日 - 19日）[68]
- 全裸監督 シーズン2（2021年6月24日 - 、Netflix） - 江戸川ローマ 役[29]
- 30歳目前、人生設計狂いました（2024年8月2日、全30話、BUMP版 / 全1話、FOD版） - 滝沢倫子 役[69]

### バラエティ
- MASUDAやで!（2013年4月5日 - 6月28日、TOKYO MX）[70]
- #エンダン（2013年6月7日 - 7月26日、NOTTV） - 金曜マンスリーMC
- 音ボケPOPS（2016年10月1日 -  2018年1月27日、BS-TBS） - 準レギュラー

### 情報番組
- 特報首都圏シリーズ がんを生きる (2) 子ども（2012年2月17日、NHK総合）
- 増田オートサロン（2013年4月20日 - 2014年1月4日、BSフジ） - サロンマネージャー（MC）

### ドキュメンタリー番組
- 青春リアル（2012年4月12日 - 8月30日、NHK Eテレ） - 第10期メンバー（「ゆったん」名義で出演）[71]

### スポーツ番組
- BSイレブン住之江ボートレース中継（2013年5月1日 - 2017年4月17日、BSイレブン） - MC

### ネット配信
- ますだちゃん（2013年4月8日・5月17日・6月25日・7月28日・9月7日・12月9日、ニコニコチャンネル）
- 西川貴教のイエノミ!!（2014年10月9日 - 2017年1月26日、ニコニコ生放送） - 5代目アシスタント
- #なでまわすTV 関根勤がニッチなアレをなでまわす（2016年7月30日・10月16日・12月11日・12月18日 、AbemaTV）

### アニメ
- パンと僕のモモちゃん（2018年10月31日 - 2019年3月1日、アニメBeans） - 主演・モモ 役（小林大紀とのW主演）[72]

### 舞台
- クロックガールズ『結婚の条件』（2008年9月3日 - 8日、スペース107）
- 恋人は透明人間（2009年7月8日 - 12日、シアターグリーン）
- SHINKA〜心華〜 Episode 1（2009年8月4日 - 9日、シアターグリーンBOX in BOX THEATER）
- なつきとオバケくぬぎ（2010年6月22日 - 27日、アイピット目白） - 主演・夏樹 役
- 中野ブロンディーズ（2011年10月6日 - 10日、サンシャイン劇場 / 19日 - 22日、新神戸オリエンタル劇場） - 主演・瑞希 役
- ウィズ〜オズの魔法使い〜（2012年9月28日 - 30日、KAAT神奈川芸術劇場ホール / 10月4日 - 7日、梅田芸術劇場 メインホール / 10月18日 - 28日、東京国際フォーラム ホールC / 11月3日 - 6日、中日劇場） - 主演・ドロシー 役
- 朗読劇 私の頭の中の消しゴム - 薫 役
  - 5th letter（2013年6月9日・11日、天王洲 銀河劇場）
  - 7th letter（2015年4月30日・5月5日、天王洲 銀河劇場）
  - 10th letter（2018年5月2日・3日、よみうり大手町ホール）[73]
- スイセイ・ミュージカル「フットルース」（2013年8月3日・4日、名鉄ホール / 8月9日 - 11日、東京芸術劇場 プレイハウス / 8月18日、札幌市民ホール / 8月24日、メルパルク大阪 / 8月30日、オーバード・ホール / 9月1日、福岡市民会館 大ホール） - ラスティ 役
- 交響劇 船に乗れ!（2013年12月13日 - 21日、東急シアターオーブ） - 鮎川千佳 役
- KREVAの新しい音楽劇 最高はひとつじゃない2014（2014年1月28日 - 2月2日、シアタークリエ） - ジュリ 役[74]
- タンブリング FINAL（2014年6月7日・8日、KAAT神奈川芸術劇場ホール / 6月28日・29日、シアターBRAVA! / 7月16日 - 21日、赤坂ACTシアター）
- ミュージカル「ファウスト〜最後の聖戦〜」（2015年7月10日 - 22日、東京芸術劇場 プレイハウス / 25日・26日、森ノ宮ピロティホール）
- リーディング名作劇場「キミに贈る物語」～観て聴いて、心に感じるお話集～（2015年12月3日 - 6日、Bunkamuraシアターコクーン）[75]
- KREVAの新しい音楽劇「最高はひとつじゃない2016 SAKURA」（2016年3月25日 - 4月3日、東京芸術劇場 プレイハウス / 4月8日 - 10日、森ノ宮ピロティホール）[76]
- オフブロードウェイ・ミュージカル「bare」（2016年6月 - 7月、シアターサンモール） - アイヴィ 役[77]
- 朗読ミュージカル「カラフル」（2018年2月10日 - 12日、博品館劇場） - 桑原ひろか 役[78]
- CACTUS FLOWER（2018年11月10日 - 12月8日、DDD青山クロスシアター / 12月11日、サンケイホールブリーゼ / 12月13日、静岡市清水文化会館 大ホール）- トニ 役[79][80]
- 山田邦子芸能生活40周年記念公演「山田邦子の門」（2019年5月22日 - 29日、紀伊國屋サザンシアター TAKASHIMAYA / 6月5日・6日、青少年文化センター）[81]
- オフブロードウェイ・ミュージカル「bare -ベア-」（2020年1月30日 - 2月9日、草月ホール） - アイヴィ 役（茜屋日海夏とのWキャスト）[82]
- 制作「山口ちはる」プロデュース「どん底」（2020年8月28日・29日、本多劇場）[83]
- ミュージカル「EDGES -エッジズ-」（2020年12月3日 - 6日〈チームBLUE〉、新国立劇場 中劇場）[84]
- ワハハ本舗 PRESENTS 我善導をおもしろがる会vol.3『？人のおもしろがれない大人たち』（2022年5月17日 - 22日、シアタートップス）[85]
- グッドディスタンス公演vol.8『人という、間』（2024年11月7日 - 17日、OFF・OFFシアター）[86]
- Mystery Theater vol.2『スターライドオーダー2』（2024年12月28日、ブルースクエア四谷）[87]
- 明日、泣けない女/昨日、甘えた男 2025（2025年5月3日 - 11日、シアターサンモール） -  主演・鈴子 役[88]

### ラジオ
- リッスン? 〜Live 4 Life〜（2012年7月24日・11月20日、文化放送） - 火曜パーソナリティ

### 広報
- 「教師の日」広報大使（2019年10月4日 - 、一般社団法人「教師の日」普及委員会）[89]

### イベント
- 第9回原宿表参道元氣祭スーパーよさこい2009（2009年8月29日・30日）

### コンサート
- ORC200 第9回ヴォーカルクイーンコンテスト（2005年5月3日、大阪市港区）
- ORC200 ヴォーカルクイーンストリートライブ（2005年6月24日・8月26日・9月30日・10月27日・11月25日・12月23日）
- 新風館UTA・HIME・LIVE（2006年2月12日、京都）
- I Love Musical コンサート
  - I Love Musical 第4弾（2017年9月2日・3日、東京グローブ座）[90]
  - I Love Musical～precious time music～（2018年3月1日、ヤマハホール）[91]

## 書籍

### デジタル写真集
- 増田有華写真集「再会と耳鳴り」（2017年10月6日、集英社、撮影：今村敏彦）
- 増田有華写真集「夢、醒めないで」（2022年8月8日、集英社、撮影：佐藤裕之）

### カレンダー
- 増田有華 2012年カレンダー（2011年11月19日、ハゴロモ）
- 増田有華 2012 TOKYOデートカレンダー（2011年11月29日、ハゴロモ）
- 卓上 増田有華 2013年カレンダー（2012年12月7日、ハゴロモ）

### 新聞
- おやじのせなか（2012年1月12日、朝日新聞 教育面）